# Коміат
Коміат (рум. Comiat) — село у повіті Харгіта в Румунії. Входить до складу комуни Лунка-де-Сус.
Село розташоване на відстані 228 км на північ від Бухареста, 17 км на північний схід від М'єркуря-Чука, 145 км на південний захід від Ясс, 96 км на північ від Брашова.

## Населення
За даними перепису населення 2002 року у селі проживали 425 осіб.
Національний склад населення села:
| Національність | Кількість осіб | Відсоток |
| -------------- | -------------- | -------- |
| угорці         | 416            | 97,9%    |
| румуни         | 9              | 2,1%     |

Рідною мовою назвали:
| Мова      | Кількість осіб | Відсоток |
| --------- | -------------- | -------- |
| угорська  | 417            | 98,1%    |
| румунська | 8              | 1,9%     |